# 魯道夫島

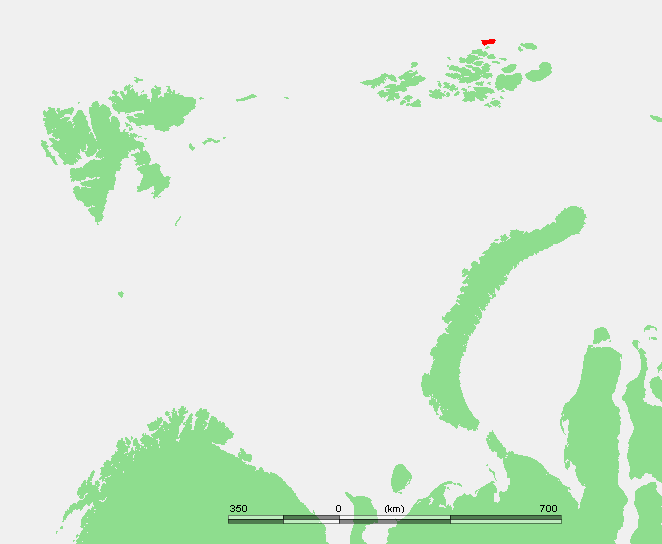

魯道夫島是俄羅斯的島嶼，屬於法蘭士約瑟夫地群島的一部分，由阿爾漢格爾斯克州負責管轄，面積297平方公里，最高點海拔高度461米，島上無人居住。